# Кубок SEAGA
Кубок SEAGA — футбольний турнір трьох збірних, що пройшов у столиці Ямайки Кінгстоні з 23 лютого по 6 березня 1963 року. Два матчі турніру (між командами Гаїті і Нідерландських Антильських островів були також відбірковим турніром для чемпіонату націй КОНКАКАФ 1963 року.

## Підсумкова таблиця
| М | Команда                          | О | І | В | Н | П | МЗ | МП | РМ |
| - | -------------------------------- | - | - | - | - | - | -- | -- | -- |
| 1 | Нідерландські Антильські острови | 8 | 4 | 4 | 0 | 0 | 8  | 3  | +5 |
| 2 | Ямайка                           | 2 | 4 | 1 | 0 | 3 | 5  | 9  | -4 |
| 3 | Гаїті                            | 2 | 4 | 1 | 0 | 3 | 6  | 7  | -1 |

## Матчі
| 23 лютого 1963 | \| Ямайка \| 3 - 2 \| Гаїті \| | Кінгстон |
| Ямайка         | 3 - 2                          | Гаїті    |

| 25 лютого 1963 | \| Гаїті \| 1 - 3 \| Нідерландські Антильські острови \| | Кінгстон                         |
| Гаїті          | 1 - 3                                                    | Нідерландські Антильські острови |

| 27 лютого 1963 | \| Ямайка \| 1 - 2 \| Нідерландські Антильські острови \| | Кінгстон                         |
| Ямайка         | 1 - 2                                                     | Нідерландські Антильські острови |

| 2 березня 1963 | \| Гаїті \| 0 - 1 \| Нідерландські Антильські острови \| | Кінгстон                         |
| Гаїті          | 0 - 1                                                    | Нідерландські Антильські острови |

| 4 березня 1963 | \| Ямайка \| 1 - 2 \| Нідерландські Антильські острови \| | Кінгстон                         |
| Ямайка         | 1 - 2                                                     | Нідерландські Антильські острови |

| 6 березня 1963 | \| Ямайка \| 0 - 3 \| Гаїті \| | Кінгстон |
| Ямайка         | 0 - 3                          | Гаїті    |

## Підсумки
Нідерландські Антильські острови стали переможцем Кубка SEAGA і отримали путівку на Чемпіонат націй КОНКАКАФ 1963 за результатами своїх матчів з  Гаїті.